# Jürgen Sprich
Jürgen Sprich (* 1967) ist ein ehemaliger deutscher Mountainbiker. Er gilt als einer der Pioniere des Mountainbikesports in Deutschland.

## Werdegang
Seine ersten Erfolge verzeichnete Sprich im Cyclocross. Bei den UCI-Cyclocross-Weltmeisterschaften 1985 gewann er die Silbermedaille im Rennen der Junioren.
Zum Mountainbikesport kam Sprich im Jahr 1986. Zunächst war er im Cross Country aktiv und startete im Grundig Cup, dem Vorläufer des UCI-Mountainbike-Weltcups. 1990 und 1991 wurde er deutscher Meister in der Cross-Country. 
Im Alter von 22 Jahren bekam Sprich Heuschnupfen, so dass Cross-Country für seine Lungen zu anstrengend wurde. Daraufhin wechselte er zum Downhill, der Anfang der 90er Jahre als zweite Disziplin im Mountainbikesport in das Programm von Weltcup und nationalen und internationalen Meisterschaften aufgenommen wurde. Bei den erstmals im Jahr 1992 ausgetragenen Deutschen Meisterschaften gewann er den Titel. Damit ist Sprich der erste Deutsche Meister sowohl im Cross-Country als auch im Downhill.
Seine größten internationalen Erfolge waren der Gewinn der Mountainbike-Europameisterschaften im Downhill in den Jahren 1992 und 1993. Im Weltcup belegte er im Jahr 1993 beim Rennen in Kaprun den zweiten Platz.
Nach der Saison 1993 beendete Sprich seine Karriere als Aktiver. Heute (2021) arbeitet er als Manager in einem Unternehmen für Sportbekleidung.

## Erfolge
| 1990 - Deutscher Meister – Cross-Country 1991 - Deutscher Meister – Cross-Country 1992 - Europameister – Downhill - Deutscher Meister – Downhill 1993 - Europameister – Downhill | 1985 - Weltmeisterschaften – Junioren |